# 吴世华
吴世华，隋朝初年饶州（今江西省鄱阳县）起事反隋首领。
隋朝灭南陈后，令江南百姓全要熟读尚书右仆射苏威所撰《五教》。民间又传言朝廷要将江南百姓都迁徙到关中去，于是民怨沸腾。开皇十年（590年）吴世华自称大都督，起兵攻陷附近隋朝州县。他抓住县令，将其活剐，吃其肉。有人抽出县令的肠子，气愤地发泄道：“看侬还能让我们诵读《五教》不能！”同时婺州（今浙江省金华市）人汪文進、越州（今浙江省绍兴市）人高智慧、苏州（今江苏省苏州市）人沈玄侩都自称天子，设置百官。乐安（今浙江省仙居县）人蔡道人、蒋山（今江苏省南京市紫金山）人李棱、温州（今浙江省温州市）人沈孝彻、泉州（今福建省福州市）人王国庆、杭州（今浙江省杭州市）人杨宝英、交州（今越南河内市）人李春也自称大都督。不久，隋朝内史令杨素出兵，别将张奫在会稽击败高智慧、在临海（今浙江省临海市）击败吴世华。